# Proteuxoa sanguinipuncta
Proteuxoa sanguinipuncta is een vlinder uit de familie van de uilen (Noctuidae). Hij komt alleen voor in Australië. De spanwijdte is rond de 40 millimeter. Museumexemplaren verliezen grotendeels de sprekende tekening die de imago kenmerkt en worden min of meer geheel saai bruin.
De waardplanten komen uit de grassenfamilie. De rupsen worden ongeveer 4 centimeter lang.